# Моренний амфітеатр

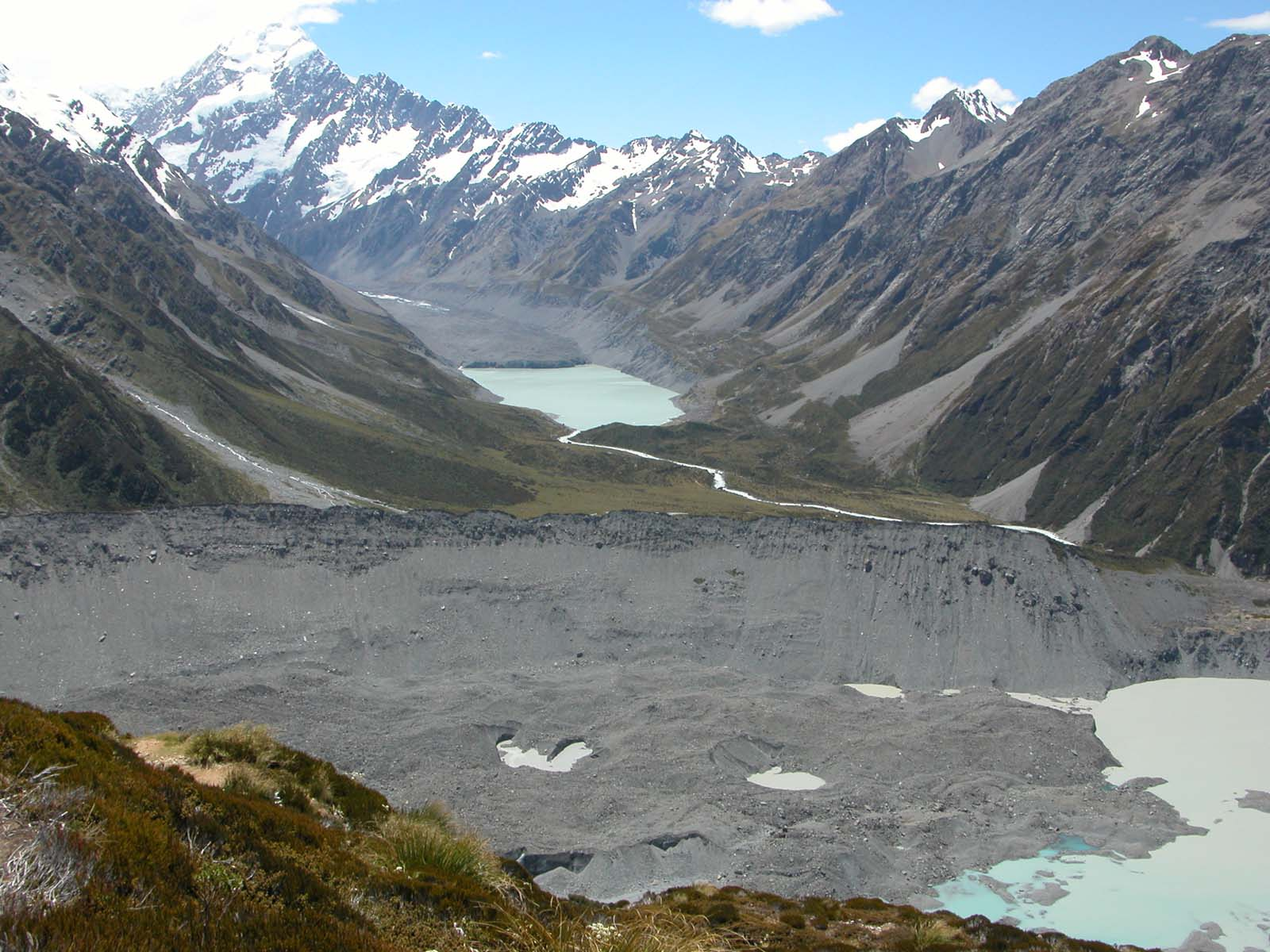
Льодовик Мюллера (під завалом) та його Моренний амфітеатр (передній план). На другому плані - Гора Кука.

Карта Південної Фінляндії, Салпаусселькя

Моренний амфітеатр — напівкільцевий вал з декількох гряд кінцевих морен, які обрамляють місця локалізації гірських льодовиків, що виходять у долину. Найбільш протяжні моренні амфітеатри показані на карті Південної Фінляндії, Салпаусселькя (див. рис.).